# Foo Fighters: Sonic Highways
Foo Fighters: Sonic Highways is een achtdelige Amerikaanse documentaireserie gemaakt door Dave Grohl, zanger en gitarist van rockband Foo Fighters. De documentaire werd gemaakt in dezelfde periode als het achtste studioalbum van de Foo Fighters, Sonic Highways. Foo Fighters: Sonic Highways werd in het najaar van 2014 uitgezonden op de Amerikaanse televisiezender HBO.
Na het succes van Grohls documentairefilm Sound City uit 2013 wilde hij nog eens zoiets doen, maar dan op meerdere plekken in de Verenigde Staten. Ook wilde Grohl graag nummers opnemen in verschillende geluidsstudio's door het land. Toen ontstond het idee om een documentaire te maken en dan ook in elke stad een nummer op te nemen voor het nieuwe album van de Foo Fighters. Elke aflevering behandelt één stad en de rol van die stad in de geschiedenis van de Amerikaanse muziek. Afleveringen bestaan onder meer uit interviews met artiesten die het geluid van een bepaalde stad mede hebben vormgegeven. Elke aflevering eindigt met het nummer wat de Foo Fighters in die stad hebben opgenomen.

## Afleveringen
1. "Chicago", uitgezonden op 17 oktober 2014
2. "Washington D.C.", uitgezonden op 24 oktober 2014
3. "Nashville", uitgezonden op 31 oktober 2014
4. "Austin", uitgezonden op 7 november 2014
5. "Los Angeles", uitgezonden op 14 november 2014
6. "New Orleans", uitgezonden op 21 november 2014
7. "Seattle", uitgezonden op 28 november 2014
8. "New York", uitgezonden op 5 december 2014